# Théophile Sowié
Théophile Moussa Sowié, parfois appelé Moussa Théophile Sowié, Mouss Théophile Sowié ou simplement Théophile Sowié, est un acteur burkinabé, né le 15 juillet 1960 à N'Diobene (Sénégal) et mort le 7 avril 2021 à Villejuif.

## Biographie
Théophile Moussa Sowié suit une formation notamment à l'institut des études théâtrales Paris 3 Sorbonne Nouvelle et à l'école d'art dramatique de Jacques Lecoq à Paris.
Dans Lumumba de Raoul Peck, un film consacré à Patrice Lumumba, il interprète Maurice Mpolo, l'un des ministres de Lumumba. En France, il est principalement connu pour son court rôle du postier dans le film Les Visiteurs, où il est qualifié de « Sarrasin » par Jacquouille la Fripouille. Sa prestation ayant plu au réalisateur Jean-Marie Poiré, celui-ci fait réapparaître son personnage dans la suite, Les Couloirs du temps : Les Visiteurs 2.
En 2005, il participe aux documentaires Les Visiteurs revisités et Les Visiteurs 2 revisités, retraçant la création des deux films.
Ses liens d’amitié avec la regrettée Geneviève Bou l’amènent à séjourner souvent à Valady où il s’implique activement dans l’association Valady-Korgnégane et où il compte de nombreux amis.
Il meurt le 7 avril 2021. Son corps est inhumé dans son village de Bérégadougou,,.

## Filmographie

### Cinéma
- 1991 : La Note bleue d'Andrzej Żuławski : Carambé
- 1993 : Les Visiteurs de Jean-Marie Poiré : le postier
- 1998 : Les Couloirs du temps : Les Visiteurs 2 de Jean-Marie Poiré : le postier
- 1998 : Louise (take 2) de Siegfried : l'homme à la carte de crédit
- 1999 : Les Migrations de Vladimir de Milka Assaf : le noir parlant le russe
- 2000 : Lumumba de Raoul Peck : Maurice Mpolo
- 2001 : L'Afrance d'Alain Gomis : Demba
- 2001 : Magonia d'Ineke Smits : Ibrahima
- 2002 : Moolaadé d'Ousmane Sembène : Ibrahima
- 2012 : Le Secret de l'enfant fourmi de Christine François
- 2014 : Le Crocodile du Botswanga de Fabrice Éboué et Lionel Steketee : un ministre
- 2014 : Fastlife de Thomas Ngijol : l'oncle Keïta

### Télévision

#### Téléfilms
- 2015 : Au revoir... et à bientôt ! de Miguel Courtois : le chauffeur de taxi parisien
- 1993 : Petit de Patrick Volson : un vigile

#### Séries télévisées
- 1990 : Navarro : : Hector Mallot (épisode Mort d'une fourmi)
- 1993 : Antoine Rives, juge du terrorisme : Raoul Ongagna (épisode L'Affaire du DC10)
- 1993 : Navarro : Gaston (épisode L'Étoffe de Navarro)
- 2010 : SOS 18 : Hamid (épisode Contresens)

## Distinctions
Théophile Sowié a été nommé lauréat[pas clair] du prix Radio-France d’écriture théâtrale alors qu’il était étudiant à Ouagadougou.